# Miguel Ramírez
Miguel Ramírez Pérez (Santiago del Cile, 11 giugno 1970) è un ex calciatore cileno, che ricopriva il ruolo di difensore. Ha militato per 12 anni nella nazionale di calcio cilena.

## Carriera

### Club
La sua carriera inizia nel Colo-Colo, squadra della sua natìa Santiago, dove milita dal 1991 al 1995, vincendo la Coppa Libertadores 1991 e la Recopa Sudamericana 1992. Nel 1995 si trasferisce in Europa, agli spagnoli del Real Sociedad, dove però gioca solo 10 partite. Il suo ritorno in America è ai messicani del Monterrey. Qui rimane per una stagione. giocando 36 partite senza mai segnare.
Il 1997 è l'anno del suo ritorno in patria, inaugurato con la vittoria del campionato di calcio cileno con la sua nuova squadra, l'Universidad Católica. Nel 2002 vince l'ultimo trofeo della sua carriera, il campionato di Apertura 2002. Dopo 188 presenze e 25 reti con la maglia della società universitaria, torna al Colo-Colo dove chiude la carriera nel 2005.

### Nazionale
Ha fatto parte della nazionale di calcio cilena dal 1991 al 2003, giocando 62 partite e andando a segno una volta. Ha partecipato a Francia 1998 e a cinque edizioni della Copa América.

## Palmarès

### Club

#### Competizioni nazionali
- Campionato cileno: 4

Colo Colo: 1991, 1993
Universidad Catolica: Apertura 1997, Apertura 2002
- Copa Chile: 1

Colo-Colo: 1994

#### Competizioni internazionali
- Coppa Libertadores: 1

Colo Colo: 1991
- Recopa Sudamericana: 1

Colo Colo: 1992
- Coppa Interamericana: 1

Colo Colo: 1991

### Individuale
- Calciatore cileno dell'anno: 1

2002